# Prostoj
Prostoj je ztrátový čas pracovníka, stroje nebo jiného prostředku. 
V pracovněprávním vztahu je v České republice prostoj definovaný jako přechodná a neplánovaná překážka v práci na straně zaměstnavatele, která způsobuje, že zaměstnanec nemůže konat druh práce podle své pracovní smlouvy. Může jít např. o nezaviněnou technickou poruchu či o nečekané přerušení dodávek surovin nebo pohonných hmot; živelní událost nebo nepříznivé povětrnostní vlivy však prostojem nejsou, jde o jiné překážky v práci. Pokud takový prostoj nastane, může být zaměstnanec převeden na jiný druh práce, avšak podle § 41 odst. 5 zákoníku práce jen se svým souhlasem. V opačném případě práci po dobu prostoje nevykonává a podle § 207 písm. a) zákoníku práce mu náleží náhrada mzdy nebo platu ve výši alespoň 80 % průměrného výdělku.
O prostoji lze hovořit i například v souvislosti v využitím nějakého stroje, zařízení nebo jiného prostředku. Plánované i neplánované prostoje jsou běžnou součástí výroby či provozu. Za prostoj lze považovat dobu mimo pracovní směny či jakoukoliv dobu, kdy stroj není plně využitý. Optimalizace prostojů je důležitou součástí organizace jakékoliv práce. 